# Otiothops platnicki
Otiothops platnicki là một loài nhện trong họ Palpimanidae. Loài này được phát hiện ở Brasil.